# خدمات همراه گوگل

نماد اندروید

خدمات همراه گوگل (GMS) مجموعه برنامه‌های ساخته شده توسط گوگل هستند که اغلب به‌صورت پیش‌فرض بر روی دستگاه‌های اندرویدی نصب شده‌اند. GMS شامل پروژه کد باز اندروید نمی‌باشد و سازندگان دستگاه‌های اندرویدی برای نصب این بسته بر روی دستگاه‌های خود باید از طریق گوگل، لایسنس تهیه کنند.

## برنامه‌های محبوب همراه GMS
گوگل کروم و جستجوگر گوگل (Google Search) معمولاً در GMS گنجانده می‌شوند.

### گوگل کروم
گوگل کروم یک مرورگر وب است که امکان گشت و گذار در وب را برای کاربران فراهم می‌کند.

### فروشگاه Google Play
فروشگاه Google Play شامل بیش از یک میلیون برنامه است که علاوه بر برنامه‌ها، مجموعه بزرگی از کتاب‌های الکترونیکی، آهنگ‌ها و فیلم‌ها را نیز ارائه می‌دهد.

## دریافت مجوز
سازندگان دستگاه‌های اندرویدی باید مجوزی از Google دریافت کنند تا بتوانند از GMS در دستگاه‌های خود استفاده کنند و اطمینان حاصل کنند که همه برنامه‌ها مطابق با نرم‌افزار دستگاه کار می‌کنند. توسعه‌دهندگانی که مجوزی از Google دریافت نمی‌کنند، نمی‌توانند برنامه‌های معمول موجود، مانند Gmail را به‌روزرسانی کنند، که ممکن است منجر به عملکرد نامناسب شود.